# النادي الرياضي بقربة
النادي الرياضي بقربة هو نادي كرة قدم تونسي، أحدث عام 1960. وهو ينشط في الرابطة التونسية المحترفة الثانية لكرة القدم.

## سجل النادي
- بطولة تونس لكرة القدم (الرابطة الثانية):

- البطل: 1982 (مجموعة الشمال).

## أبرز اللاعبين القدامى
- وسيم نوارة.
- زين العابدين السويسي
- جميل  خمير
- فخر الدين قلبي
- وائل بالأكحل
- الناصر محلة
- سامي شعبان
- رائد بوشنيبة